# I-94
I-94 (Interstate 94) — межштатная автомагистраль в Соединённых Штатах Америки, длиной 1604 мили (2581,39 км).
Interstate-94 — самая длинная межштатная трасса с номером, не оканчивающимся на 0 или 5.

## Вспомогательные трассы
- I-194 (Мичиган)
- I-294 (Иллинойс)
- I-394 (Миннесота)
- I-494 (Миннесота)
- I-694 (Миннесота)
- I-794 (Висконсин)
- I-894 (Висконсин)

|       | миль | км   |
| ----- | ---- | ---- |
| MT    | 249  | 401  |
| ND    | 352  | 567  |
| MN    | 259  | 418  |
| WI    | 348  | 560  |
| IL    | 77   | 124  |
| IN    | 46   | 74   |
| MI    | 275  | 443  |
| Всего | 1604 | 2581 |

## Трасса
Автомагистраль проходит через следующие населённые пункты

### Монтана
Биллингс, Форсайт, Роузбад, Майлз-Сити, Фэллон.

### Северная Дакота
По южной границе национального парка Теодор-Рузвельт, Дикинсон, Бисмарк, Стил, Досон, Таппен, Джеймстаун, в округе Барнс пересекает озеро Хобарт (Национальный резерват дикой природы Hobart Lake), Валли-Сити, Касселтон, Мейплтон, Фарго (здесь пересечение с I-29).

### Миннесота
Барнсвилл, Ротсей, Фергус-Фолс, Сок-Сентер, Мелроз, Фрипорт, Олбани, Монтиселло, Альбертвилл, Роджерс, Мейпл-Гров, Бруклин-Парк, Бруклин-Сентер, Миннеаполис, Лейкленд.

### Висконсин
Хадсон, Болдуин, Меномони